# Alberto Peral
Alberto Peral Alcón (Santurce, Vizcaya, 1966) es un artista español. Comenzó a destacar en el principio de los años 90. Desde su primera exposición individual en la Fundació Joan Miró de Barcelona en 1992 hasta hoy, ha creado un recorrido conceptual que le ha llevado a transitar por una gran diversidad de medios, desde el dibujo, la fotografía o la escultura, hasta la instalación y el vídeo, de esta manera nos intenta mostrar la belleza de las formas más simples y esenciales y el poder simbiótico que contienen estas.
La obra de Alberto Peral se caracteriza por la utilización de formas sencillas en las que carga de un sugerente potencial simbólico. Por medio del color o de la geometría pretende expresar planteamientos conceptuales de una gran complejidad pero partiendo siempre de ideas muy sutiles que aspiran a un ideal de belleza absoluto. Trabaja tanto el soporte videográfico como el fotográfico o el dibujo, pero quizás son sus producciones en el género escultórico la parte de su trabajo más conocida.